# 博爾古納縣
博爾古納縣，又譯巴古納區，是孟加拉國巴里薩爾專區的一個縣，位於該國南部，西南臨孟加拉灣。面積1,831.31平方公里。2001年人口848,544人。
下分五個鄉。